# RollerCoaster Tycoon (série)
RollerCoaster Tycoon (geralmente abreviado como RCT) é uma série de jogos de simulação de construção e gerenciamento criada pelo programador Chris Sawyer e lançada originalmente para Microsoft Windows em 31 de março de 1999.
O jogo simula o gerenciamento de um parque de diversões. O jogador deve gerenciar seus parques cumprindo diversos objetivos como atrair um certo número de visitantes e sua satisfação ou tornar o parque valioso. Esses objetivos cumpridos abrem novos cenários e novas atrações que no jogo vão de montanhas-russas, lojas de souvenir a brinquedos tranquilos, emocionantes e aquáticos.
A série recebeu duas continuações: RollerCoaster Tycoon 2 em 2002 e RollerCoaster Tycoon 3 em 2004.

## Jogos

### RollerCoaster Tycoon[1]
RollerCoaster Tycoon é o primeiro jogo da série e foi lançado em 31 de março de 1999. Neste primeiro game, o jogador deve gerenciar seus parques cumprindo os mais diversos objetivos como atrair um certo número de visitantes e sua satisfação ou tornar o parque valioso. Esses objetivos cumpridos abrem novos cenários e novas atrações que no jogo vão de montanhas-russas, lojas de souvenir a brinquedos tranquilos, emocionantes e aquáticos. O jogo é conhecido, principalmente pelos fãs, como "RollerCoaster Tycoon Classic".
O jogo traz também a possibilidade de construir parques temáticos com decorações de cartas de baralho e amigos, entre outros. Foram lançadas duas expansões para esse jogo: CorkScrew Follies em 1999 e Loopy Landscapes em 2000. Duas edições especiais foram lançadas:
RollerCoaster Tycoon: Gold lançada em 2002, que inclui o jogo original e as duas expansões; e RollerCoaster Tycoon: Deluxe lançada em 2003, que inclui o jogo original, as duas expansões e mais pistas para as montanhas-russas e brinquedos do jogo.

### RollerCoaster Tycoon 2[6]
RollerCoaster Tycoon 2 é o segundo jogo da série. O jogo levou mais de 3 anos para ser desenvolvido, então esperava-se uma nova interface gráfica, porém o que chegou as lojas foi apenas um jogo idêntico ao primeiro com o acréscimo de novas atrações e cenários. Foram lançadas duas expansões que acrescentam novos cenários e atrações, Wacky Worlds em 8 de maio e Time Twister em 22 de outubro, ambas em 2003. Para esse jogo foram lançadas duas edições especiais:
RollerCoaster Tycoon 2: Combo Park Pack lançada em 2003, que inclui o jogo original e o pacote de expansão Wacky Worlds; e RollerCoaster Tycoon 2: Triple Thrill Pack lançada em 2004, que inclui o jogo original e os dois pacotes de expansão.
O jogo apresenta a mesma mecânica do primeiro, mas há mais brinquedos e lojas. Há algumas diferenças com o primeiro jogo; nesta segunda versão do jogo, por exemplo, não dá para cobrar a entrada do parque e do brinquedo juntos além da inclusão dos Caixas Eletrônicos (ATM em inglês). Há também a inclusão de novos funcionários, como viquingues e soldados.

### RollerCoaster Tycoon 3[12]
RollerCoaster Tycoon 3 é o terceiro jogo da série simulador de parque de diversões. Desenvolvido e criado pela Frontier Developments, e publicado pela Atari. Para este jogo, foram lançadas duas expansões: Soaked! e Wild, ambas em 2005. Foram feitas duas edições especiais: RollerCoaster Tycoon 3: Gold lançada em 2005, que inclui o jogo original e o pacote de expansão Soaked!; e RollerCoaster Tycoon 3: Platinum lançada em 2006, que inclui o jogo original e os dois pacotes de expansão. Foi o único jogo de toda a série a não ser desenvolvido pelo próprio Chris Sawyer, sendo que desta vez ele foi o supervisor do jogo.
Diferentemente do segundo jogo, houve grandes mudanças para essa sequência, onde a principal é na parte gráfica; agora o game tem os gráficos em 3D. Também há uma total liberdade de movimentação da câmera de jogo, inclusive uma opção que permite ver a atração pela visão de um visitante do parque. Há também novos modos de jogo, como o Sandbox Mode (Modo Caixa de Areia).

### RollerCoaster Tycoon 3D
RollerCoaster Tycoon 3D é tecnicamente o quarto jogo da série. Foi desenvolvido pela n-Space, e publicado pela Atari, e foi feito somente para o Nintendo 3DS, quebrando os "rituais" de lançamento focado apenas para Xbox, MacOS e Microsoft Windows.

### RollerCoaster Tycoon World
RollerCoaster Tycoon World é o quinto jogo da série. É a sequência de RCT3. O game foi desenvolvido inicialmente pela On5 Games e mais tarde pela Nvizzio Creations, e foi publicado pela Atari. O jogo foi lançado pela plataforma de jogos online Steam para computadores em 16 de novembro de 2016. Criticamente falando, o jogo não foi bem aceito tanto pelo público quanto pelos críticos como do website Metacritic, em que deu 43 em uma nota que vai de 1 a 100.

### RollerCoaster Tycoon 4 Mobile
RollerCoaster Tycoon 4 é tecnicamente o sexto jogo da série. Lançado pela primeira vez sozinha pela Atari, é a sequência de RCT3 e RCT World e a estreia da série para o sistema Mobile (celulares smartphones) disponíveis na lojas Google Play (Android) e Apple Store (iOS). Foi inicialmente bem aceito além da euforia dos fãs poderem jogar pelo celular, porém logo após o lançamento chegaram juntos os problemas reparados principalmente pelos fãs, como bugs, saves perdidos ao entrar novamente no jogo e as propagandas pop-up interrompendo o jogo a todo instante durante a jogatina. Em uma tentativa de disfarçar o caos causado pelo jogo, a Atari lançou alguns meses depois a versão clássica do RollerCoaster Tycoon para versão Mobile e remasterizada.